# Chiến tranh Boshin
Chiến tranh Boshin (Nhật: 戊辰戦争 (Mậu Thìn chiến tranh) Hepburn: Boshin Sensō,  nghĩa là Chiến tranh Mậu Thìn) hay chiến tranh Minh Trị Duy tân, là một cuộc nội chiến ở Nhật Bản diễn ra từ năm 1868 đến năm 1869 giữa quân đội của Mạc phủ Tokugawa đang cầm quyền và những người muốn phục hồi quyền lực triều đình. Nguồn gốc cuộc chiến tranh là sự bất mãn trong tầng lớp quý tộc và samurai trẻ với quá trình mở cửa Nhật Bản cho người nước ngoài của Mạc phủ thập kỷ trước đó. Liên minh các samurai phía Nam và triều đình nắm được Thiên hoàng Minh Trị trẻ tuổi, chính ông sau này sẽ tuyên bố chấm dứt 250 năm chế độ Mạc phủ. Phong trào quân sự của quân triều đình và các đội du kích ở Edo (Giang Hộ) dẫn đến việc Tokugawa Keiki, Shōgun khi ấy, phát động một chiến dịch quân sự với mục đích chiếm lấy triều đình ở Kyōto. Tình hình quân sự nhanh chóng chuyển biến theo hướng có lợi cho quân triều đình, tuy nhỏ hơn nhưng được hiện đại hóa mạnh mẽ hơn, và sau hàng loạt trận đánh mà đỉnh cao là việc Keiki đích thân đầu hàng tại Edo. Dư đảng họ Tokugawa rút lui về phía bắc Honshū rồi sau đó là Hokkaidō, nơi họ thành lập nước Cộng hòa Ezo. Thất bại trong trận Hakodate khiến họ mất đi căn cứ địa cuối cùng và triều đình Thiên hoàng chính thức nắm quyền lực tuyệt đối trên toàn nước Nhật, hoàn thành giai đoạn quân sự trong cuộc Minh Trị Duy Tân.
Khoảng 120.000 lính đã được huy động trong cuộc chiến, và có khoảng 3.500 người chết. Cuối cùng, chiến thắng của quân triều đình không tiếp tục mục đích trục xuất người nước ngoài khỏi Nhật Bản mà thay vào đó thi hành những chính sách tiếp tục hiện đại hóa với mục tiêu cuối cùng là tái đàm phán những hiệp ước bất bình đẳng với các thế lực phương Tây. Nhờ sự bền bỉ của Saigō Takamori, một lãnh đạo nổi bật của lực lượng triều đình, những người trung thành với gia tộc Tokugawa ôn hòa dần, và nhiều cựu chỉ huy Mạc phủ sau này được giao các vị trí quan trọng dưới chế độ.
Chiến tranh Boshin chứng tỏ sự hiện đại hóa cao mà người Nhật đã đạt được 14 năm sau khi mở cửa với phương Tây, sự can thiệp mạnh mẽ của các quốc gia phương Tây (đặc biệt là Anh và Pháp) vào tình hình chính trị trong nước và việc thiết lập lại uy quyền của Hoàng gia. Càng về sau này, cuộc chiến ngày càng được người Nhật lãng mạn hóa, nhất là những người coi Minh Trị Duy Tân là một cuộc "cách mạng không đổ máu", bất chấp số thương vong. Người Nhật đã làm nhiều vở kịch, bộ phim về cuộc chiến này, và một số chi tiết của nó đã được kết hợp vào bộ phim Võ sĩ đạo cuối cùng (2003) của Hoa Kỳ.

## Bối cảnh chính trị

### Bất mãn với Mạc phủ
Mặc dù suốt hai thế kỷ trước năm 1854, Nhật Bản giới hạn nghiêm ngặt việc giao thương với người nước ngoài, điều này không có nghĩa là ngoại thương hoàn toàn chấm dứt. Người Nhật vẫn buôn bán với nhà Triều Tiên thông qua đảo Tsushima (Đối Mã), nhà Thanh qua quần đảo Nansei (Nam Tây Chư đảo) và Hà Lan qua thương điếm Dejima (Xuất Đảo), một hòn đảo nhân tạo nằm ngoài khơi cảng Nagasaki. Nhờ sự tiếp xúc với người Hà Lan, các nghiên cứu khoa học của phương Tây vẫn tiếp tục được tiếp thu trong thời kỳ này với cái tên "Lan học" (rangaku), cho phép người Nhật học hỏi và làm theo phần lớn các bước của Cách mạng khoa học và Cách mạng công nghiệp.
Năm 1854, Phó đề đốc Hải quân Hoa Kỳ là Matthew C. Perry mang một hạm đội 9 chiếc tàu chiến tới buộc Nhật Bản mở cửa, chấm dứt thời kỳ bế quan tỏa cảng. Nhưng người Mỹ đã bắt chính quyền Mạc phủ ký một hiệp định buôn bán bất bình đẳng. Tiếp đó, các nước như Anh, Hà Lan, Pháp, Nga,... cũng đua nhau tới và ép Mạc phủ ký các hiệp ước tương tự. Việc mất đi một loạt chủ quyền quốc gia khiến Nhật Bản đứng trước cuộc khủng hoảng dân tộc và điều này gây bất mãn trong quần chúng nhân dân. Mạc phủ sớm đối mặt với sự thù địch ở trong nước, được cụ thể hóa thành phong trào bài ngoại "Tôn vương, nhương di", tức nâng cao uy tín Thiên hoàng, đánh đuổi người ngoại quốc ra khỏi xứ sở. Các Phiên ở vùng Tây Nam Nhật Bản - vốn từ lâu bất mãn với Mạc phủ - đã nhân cơ hội này đi rêu rao khắp nơi rằng chính quyền Mạc phủ câu kết với người nước ngoài, bán đứng chủ quyền quốc gia; mưu dùng chiêu bài "Tôn hoàng, nhương di" để lật đổ chế độ Mạc phủ.

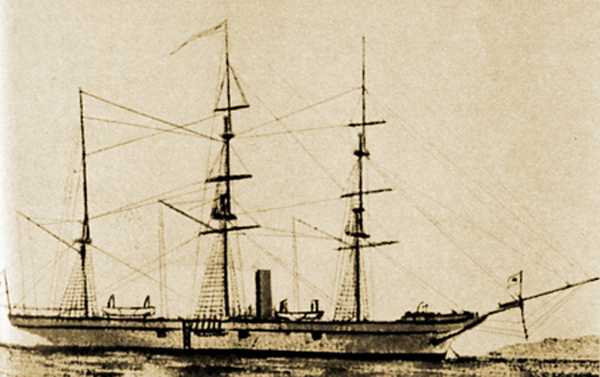
Kanrin Maru, tàu chiến hơi nước chạy chân vịt đầu tiên của Nhật, năm 1855. Mạc phủ hăng hái theo đuổi quá trình hiện đại hóa, nhưng đối mặt với sự bất mãn ngày càng tăng ở trong nước chống lại mối nguy với chủ quyền quốc gia vì các mối liên hệ với phương Tây.

Thiên hoàng Kōmei ủng hộ xu thế này, và - phá vỡ truyền thống hàng thế kỷ của Hoàng gia - bắt đầu giữ vai trò chủ động trong công việc triều chính: khi cơ hội đến, ông phản đối lại các hiệp ước và cố can dự vào việc nối ngôi Shōgun. Đỉnh cao nỗ lực của ông là vào tháng 3 năm 1863 với "Nhương di sắc mệnh". Mặc dù Mạc phủ không có ý thi hành chiếu chỉ, điều này sau này lại hại chính Mạc phủ và người nước ngoài ở Nhật: sự kiện nổi tiếng nhất là việc thương nhân Charles Lennox Richardson bị sát hại, và cái chết của ông đã khiến Mạc phủ phải trả tiền bồi thường lên đến 100.000 bảng Anh. Những cuộc tấn công khác bao gồm việc bắn phá tàu ngoại quốc tại Shimonoseki.
Trong năm 1864, những hành động này bị các thế lực ngoại quốc đáp trả dữ dội, ví dụ như vụ bắn phá Kagoshima của Anh và bắn phá Shimonoseki của liên quân các nước. Cùng lúc, quân đội Chōshū, cùng với những ronin bài ngoại, tiến hành cuộc nổi loạn Hamaguri cố chiếm thành phố Kyoto, nơi triều đình Thiên hoàng đóng, nhưng Shōgun tương lai là Tokugawa Keiki dẫn đầu đội quân chinh phạt và đánh bại họ. Vào lúc này, sự kháng cự trong giới lãnh đạo ở Chōshū cũng như triều đình giảm xuống, nhưng vài năm sau, gia tộc Tokugawa không thể kiểm soát được toàn bộ đất nước nữa khi mà phần lớn các daimyō bất tuân các mệnh lệnh và yêu cầu từ Edo.

### Trợ giúp quân sự

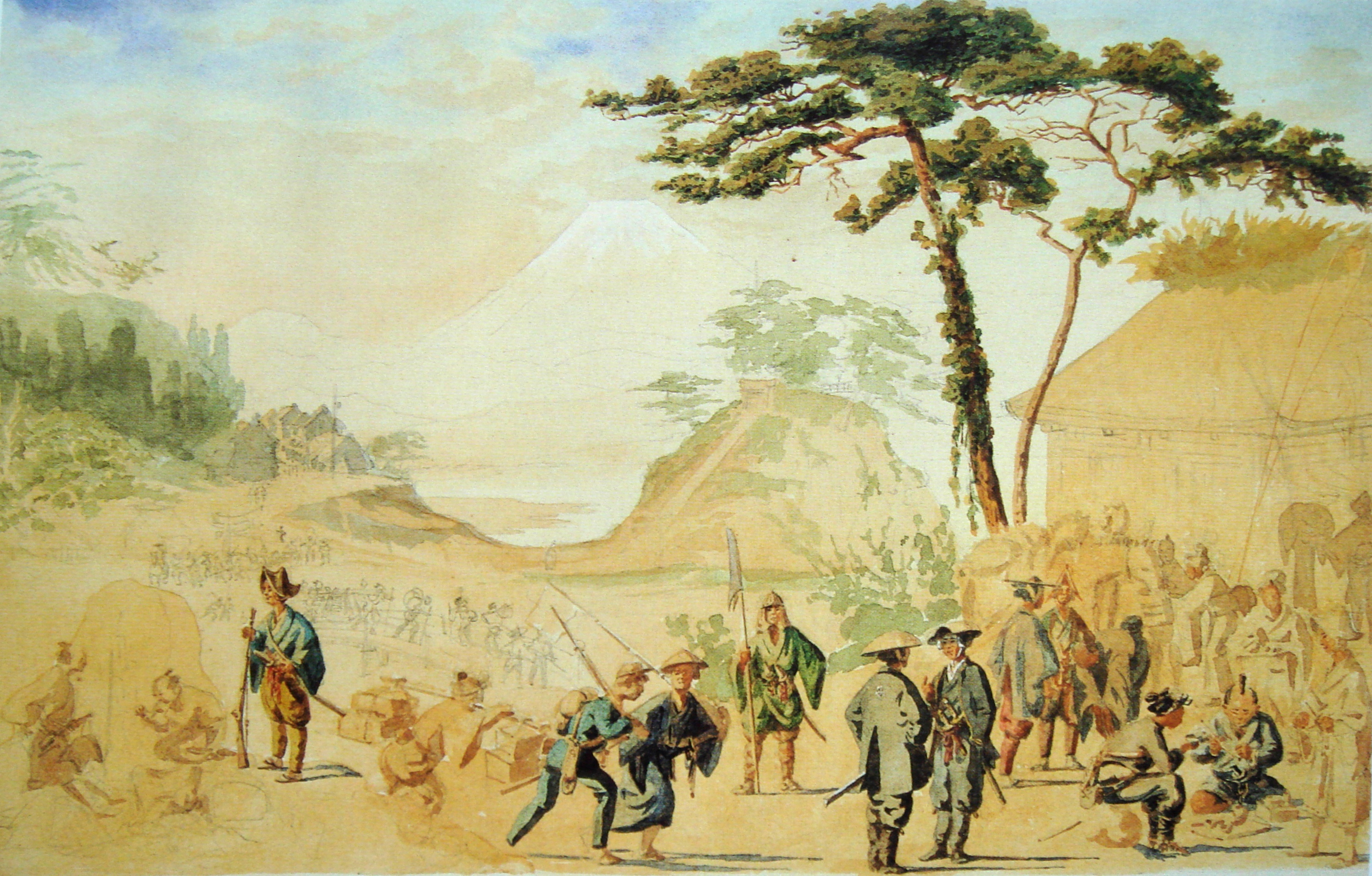
Quân đội thời Mạc mạt gần núi Phú Sĩ năm 1867. Tranh do sĩ quan Pháp Jules Brunet vẽ thể hiện sự kết hợp của quân trang cả Nhật Bản và phương Tây.

Bất chấp vụ bắn phá Kagoshima, phiên Satsuma trở nên thân thiết với nước Anh hơn và theo đuổi việc hiện đại hóa lục quân và hải quân nhờ sự trợ giúp của họ. Nhà buôn người Scotland là Thomas Blake Glover bán một số lượng lớn tàu chiến và súng ống cho các tỉnh miền Nam. Các chuyên gia quân sự Anh và Hoa Kỳ, thường là các cựu sĩ quan, có thể đã trực tiếp tham gia các trận đánh. Đại sứ Anh Harry Smith Parkes ủng hộ quân đội chống Shōgun trong nỗ lực lập nên một Đế triều hợp pháp và thống nhất Nhật Bản, và để chống lại ảnh hưởng của người Pháp với Mạc phủ. Trong thời kỳ đó, các lãnh đạo phía Nam Nhật Bản như Saigō Takamori ở Satsuma, hay Itō Hirobumi và Inoue Kaoru ở Chōshū luôn chú tâm đến quan hệ cá nhân với các nhà ngoại giao Anh, đáng chú ý có Ernest Mason Satow.
Mạc phủ cũng chuẩn bị cho các cuộc giao tranh quyết liệt hơn bằng đội quân hiện đại của mình. Người Anh, sau đó là đối tác quan trọng của Mạc phủ, rất miễn cưỡng trong việc cứu viện. Mạc phủ Tokugawa do đó dần dựa chủ yếu và các chuyên gia Pháp, một phần còn vì uy thế quân sự của Napoléon III vào thời đó qua các cuộc Chiến tranh Krym và Chiến tranh Pháp-Áo. Mạc phủ tiến những bước dài trong công cuộc xây dựng quân đội hiện đại và hùng mạnh: hải quân với cốt lõi là hạm đội 8 tàu chiến hơi nước được đóng trong vài năm trước đó và thực sự là hạm đội hùng mạnh nhất châu Á. Năm 1865, kho đạn hải quân hiện đại đầu tiên của Nhật được kỹ sư Pháp Léonce Verny xây dựng tại Yokohama. Tháng 1 năm 1867, một phái đoàn quân sự Pháp đến để tổ chức lại quân đội Mạc phủ và thành lập đội quân tinh nhuệ, và một đơn đặt hàng được gửi đến Hoa Kỳ để mua tàu chiến bọc thép do Pháp đóng CSS Stonewall, di tích từ thời Nội chiến Hoa Kỳ. Theo tuyên bố trung lập của các nước phương Tây, Hoa Kỳ từ chối nhượng lại con tàu, nhưng một khi sự trung lập bị bỏ qua, quân triều đình có được con tàu này và sử dụng nó trong trận chiến Hakodate dưới cái tên Kōtetsu (Thiết giáp).

### Đảo chính quân sự

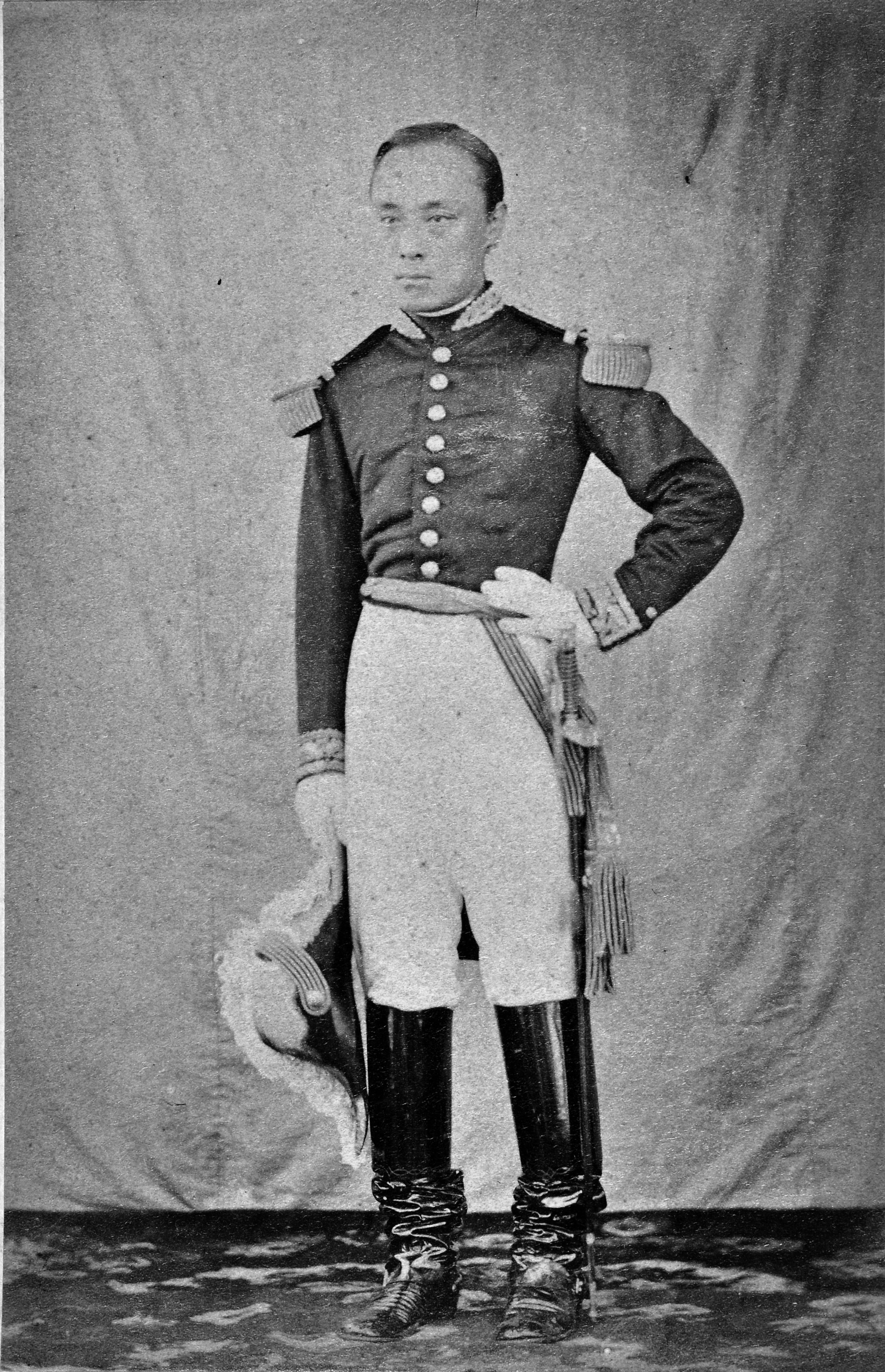
Tokugawa Keiki trong quân phục Pháp, năm 1867

Sau cuộc đảo chính nội bộ và cuộc nổi loạn cách tân của phiên Chōshū bị Mạc phủ cử quân viễn chinh dẹp tan, phiên Chōshū bí mật liên minh với phiên Satsuma. Tuy vậy, cuối năm 1866, đầu tiên là Shōgun Iemochi và sau đó là Thiên hoàng Kōmei qua đời, Keiki và Thiên hoàng Minh Trị kế vị. Những sự kiện này tạo ra "một xu thế không thể tránh khỏi". Ngày 9 tháng 11 năm 1867, mật chỉ của chính quyền Thiên hoàng Minh Trị truyền xuống hai phiên Satsuma và Chōshū lệnh rằng "giết tên phản bội Keiki". Tuy vậy, trước đó, theo đề xuất của daimyō Tosa, Keiki từ nhiệm và trao trả quyền lực cho Thiên hoàng, đồng ý trở thành "công cụ thực thi" mệnh lệnh của Hoàng gia. Mạc phủ Tokugawa chấm dứt.

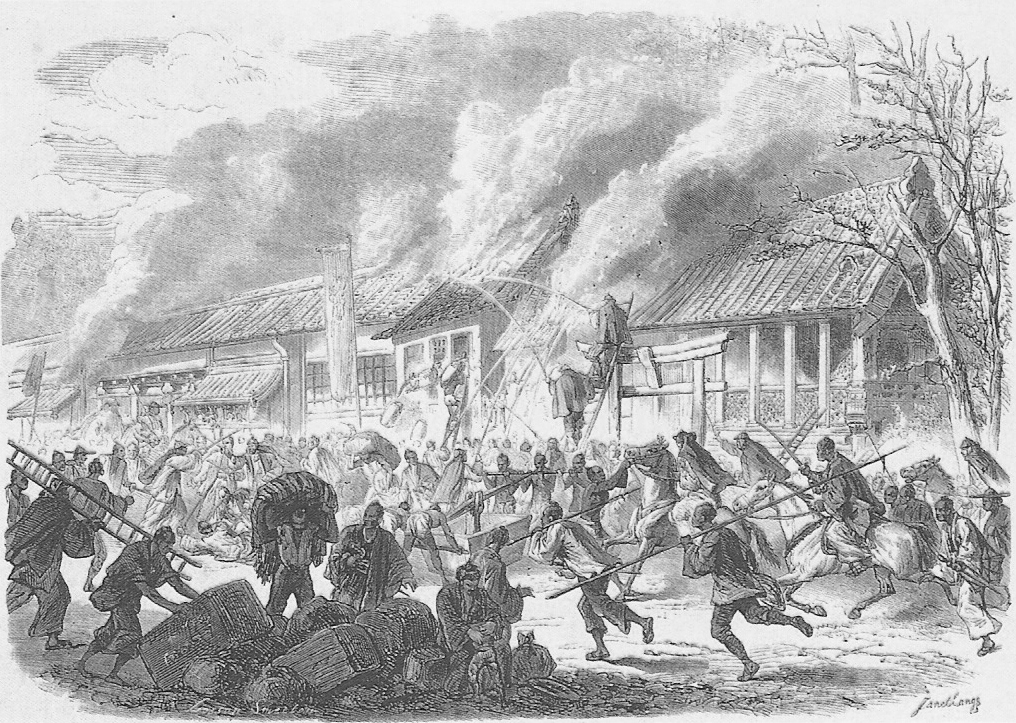
Quân đội Satsuma phá hủy dinh thự Satsuma ở Edo.

Trong khi việc Tokugawa Keiki từ ngôi chỉ tạo ra một khoảng trống trên danh nghĩa trong thượng tầng quyền lực, bộ máy phức tạp dưới quyền ông vẫn tồn tại. Hơn nữa, chính quyền Mạc phủ, đặc biệt là họ Tokugawa vẫn là thế lực chính trị hùng mạnh và vẫn còn bảo lưu được nhiều đặc quyền., một viễn cảnh khó khăn mà hai phiên Satsuma và Chōshū không thể chịu đựng được Mọi chuyện bùng nổ vào ngày 1 tháng 3 năm 1868 khi hai phiên này chiếm lấy Hoàng cung ở Kyoto, và ngày sau đó dàn xếp để Thiên hoàng mới 15 tuổi Minh Trị tuyên bố phục hồi quyền lực của mình. Mặc dù đa phần hội đồng cố vấn Hoàng gia đồng tình với việc phục hồi sự trị vì trực tiếp của triều đình và định ủng hộ việc tiếp tục hợp tác với gia tộc Tokugawa (dưới cái gọi là "Công nghị chính thể phái" (公議政体派 kōgiseitaiha), Saigō Takamori ép hội đồng phải bãi bỏ tước hiệu "Shōgun" (Chinh di Đại tướng quân) và ra lệnh tịch thu đất đai của Keiki.
Mặc dù ban đầu ông đồng ý với yêu sách này, nhưng vào ngày 17 tháng 1 năm 1868 Tokugawa Keiki tuyên bố rằng "ông sẽ không chịu sự trói buộc của lời tuyên bố phục hồi uy quyền của Thiên hoàng và kêu gọi triều đình hủy bỏ nó". Ngày 24 tháng 1, Keiki quyết định chuẩn bị tấn công Kyoto, vốn bị quân đội Satsuma và Chōshū chiếm. Quyết định này là do bài học của chính ông về hàng loạt vụ đốt phá ở Edo, bắt đầu bằng việc đốt các công sự phụ của thành Edo, nơi ở chính của gia tộc Tokugawa. Vụ này bị quy cho các ronin của phiên Satsuma, những người ngày hôm đó tấn công các công sở của chính quyền. Ngày hôm sau, quân đội Mạc phủ đáp trả bằng cuộc tấn công và dinh thự của daimyō Satsuma, nơi rất nhiều người chống lại Mạc phủ, dưới sự chỉ huy của Takamori, đang lẩn trốn và gây ra sự náo loạn. Dinh thự bị đốt trụi và rất nhiều người đối lập bị giết hay sau đó bị xử tử.

## Giao chiến công khai

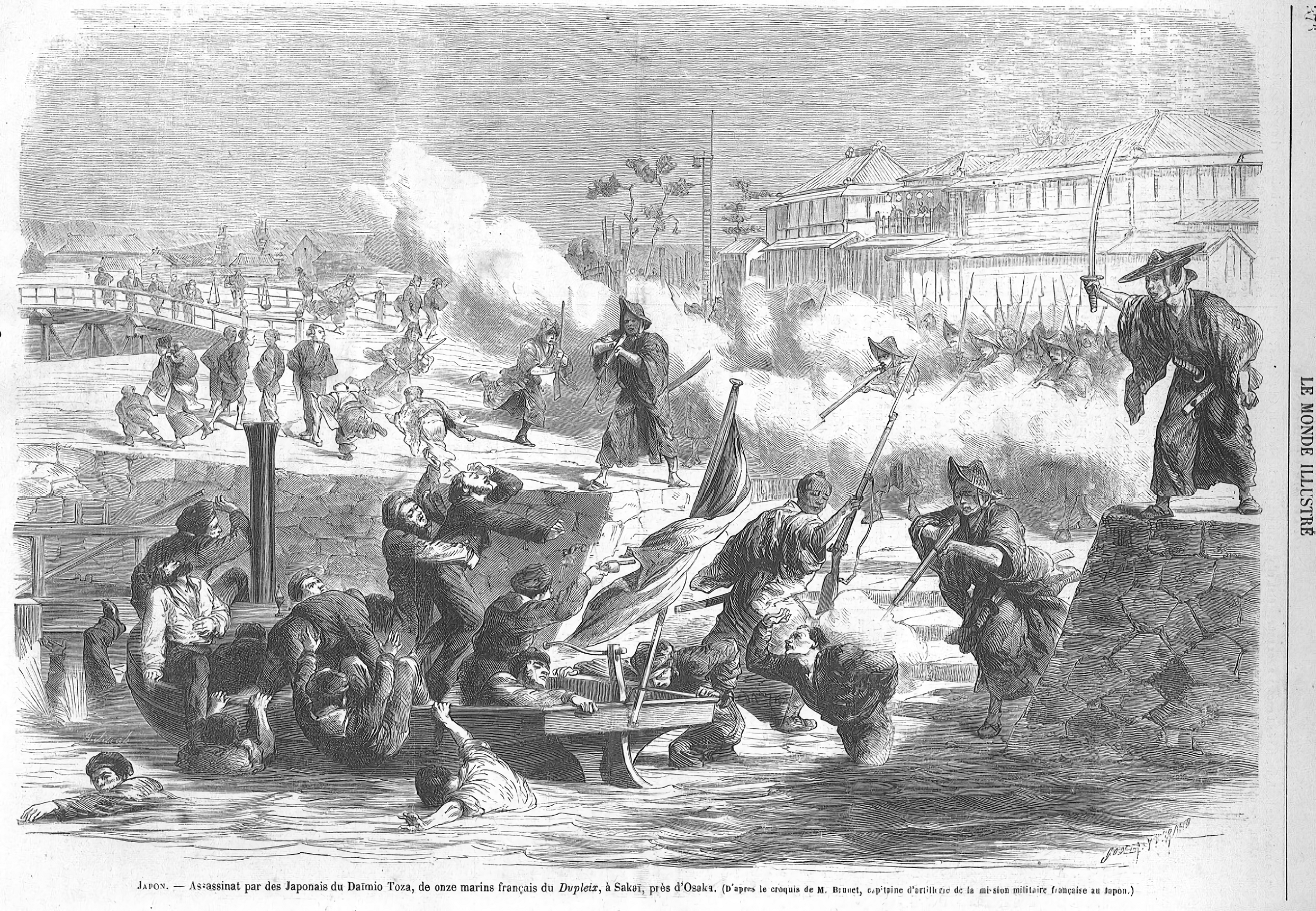
Sát hại thủy thủ Pháp trong sự kiện Sakai. Le Monde Illustré

Ngày 27 tháng 1 1868, quân đội Mạc phủ tấn công quân đội Chōshū và Satsuma, hai bên chạm mặt nhau gần Toba và Fushimi, tại con đường phía Nam dẫn đến kinh đô Kyoto. Một số bộ phận của đội quân hùng mạnh 15.000 của Mạc phủ đã được các cố vấn quân sự Pháp huấn luyện, nhưng phần lớn vẫn là đội quân samurai thời Trung đại. Trong khi đó, quân đội của phiên Chōshū và phiên Satsuma chỉ bằng 1/3 nhưng hoàn toàn được hiện đại hóa với pháo Armstrong, súng trường Minié và một số súng Gatling. Sau khởi đầu bất phân thắng bại, vào ngày thứ hai, một cờ lệnh của Thiên Hoàng được gửi đến cho đội quân phòng vệ, và một người họ hàng của Thiên Hoàng, Ninnajinomiya Yoshiaki, được chỉ định làm Tổng tư lệnh danh dự, biến đội quân này chính thức trở thành Quan quân (官軍 kangun). Thêm nữa, bị một số quan lại trong triều thuyết phục, vài daimyō địa phương, cho dù lúc đó vẫn trung thành với Shōgun, bắt đầu chuyển sang phe triều đình. Trong số đó có các daimyō của Yodo vào ngày 5 tháng 2, và daimyō của phiên Tsu vào ngày 6 tháng 2, làm cán cân quân sự nghiêng về phía triều đình.
Ngày 7 tháng 2, Tokugawa Yoshinobu, có lẽ đã khốn cùng vì sự chấp thuận của Hoàng gia với các hành động của Satsuma và Chōshū, chạy trốn đến Osaka trên con tàu Kaiyō Maru, rồi rút lui đến Edo. Bị mất tinh thần vì sự chạy trốn của ông và sự phản bội của Yodo và Tsu, quân đội Mạc phủ rút lui, khiến cho phần thắng trong trận Toba-Fushimi thuộc về Hoàng gia, mặc dù người ta cho rằng quân đội Mạc phủ đã có thể thắng trận. Thành Osaka sớm bị bao vây vào ngày 8 tháng 2 (ngày 1 tháng 3 theo lịch phương Tây), chấm dứt trận chiến Toba-Fushimi.
Cùng lúc đó, ngày 28 tháng 1 năm 1868, hải chiến Awa giữa Mạc phủ và hải quân Satsuma diễn ra. Đây là trận đánh đầu tiên ở Nhật Bản giữa hai lực lượng hải quân hiện đại. Trận đánh này, mặc dù chỉ có quy mô nhỏ, nhưng đã chấm dứt với chiến thắng của Mạc phủ.
Trên mặt trận ngoại giao, các công sứ của ngoại quốc, tập trung ở cảng Hyōgo (ngày nay là Kobe) vào đầu tháng 2, ra một bản thông cáo coi Mạc phủ vẫn là chính quyền hợp pháp duy nhất ở Nhật Bản, mang hi vọng lại cho Tokugawa Keiki rằng các nước phương Tây (đặc biệt là Pháp) có thể can thiệp vì ông. Tuy vậy, vài ngày sau một phái đoàn của Hoàng gia tới gặp các công sứ tuyên bố rằng chính quyền Mạc phủ đã bị giải thể, các cảng sẽ được mở phù hợp với các Hiệp ước quốc tế và người nước ngoài sẽ được bảo vệ. Các công sứ cuối cùng quyết định công nhận chính quyền mới.
Tuy nhiên thái độ bài ngoại ngày càng tăng dẫn đến vài vụ tấn công người nước ngoài những tháng sau đó. 11 thủy thủ Pháp từ tàu hộ tống Dupleix bị các võ sĩ samurai giết tại Tosa trong sự kiện Sakai vào ngày 8 tháng 3 năm 1868. 15 ngày sau, Harry Parkes, đại sứ Anh, bị một nhóm samurai tấn công trên đường phố Kyoto.

## Edo đầu hàng

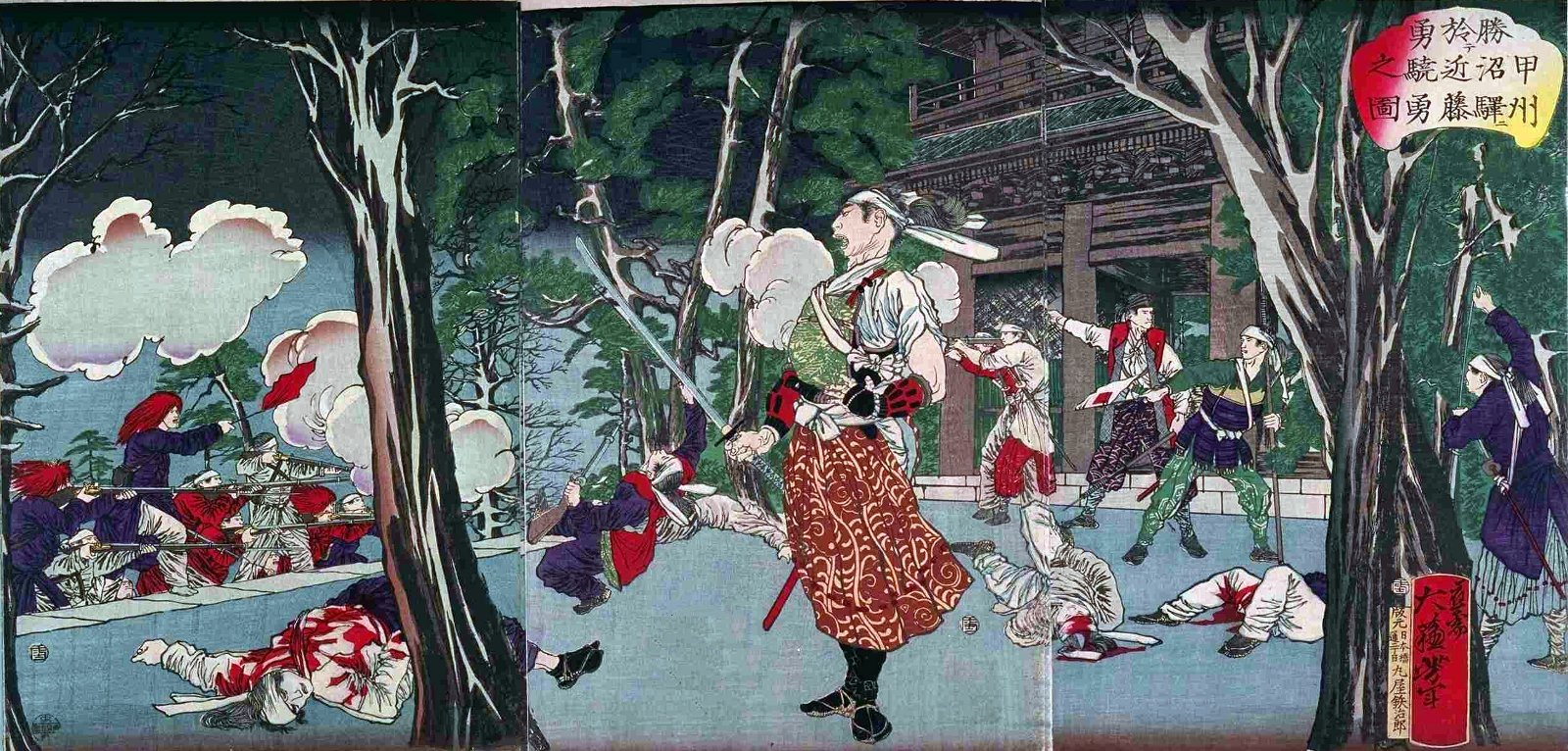
Kondo Isami, chỉ huy lực lượng bảo vệ Mạc phủ Shinsengumi, đối mặt với quân lính Tosa (đặc biệt "Xich hùng" (赤熊, Shaguma) từ bộ tóc giả của các sĩ quan) trong Trận Kōshū-Katsunuma.

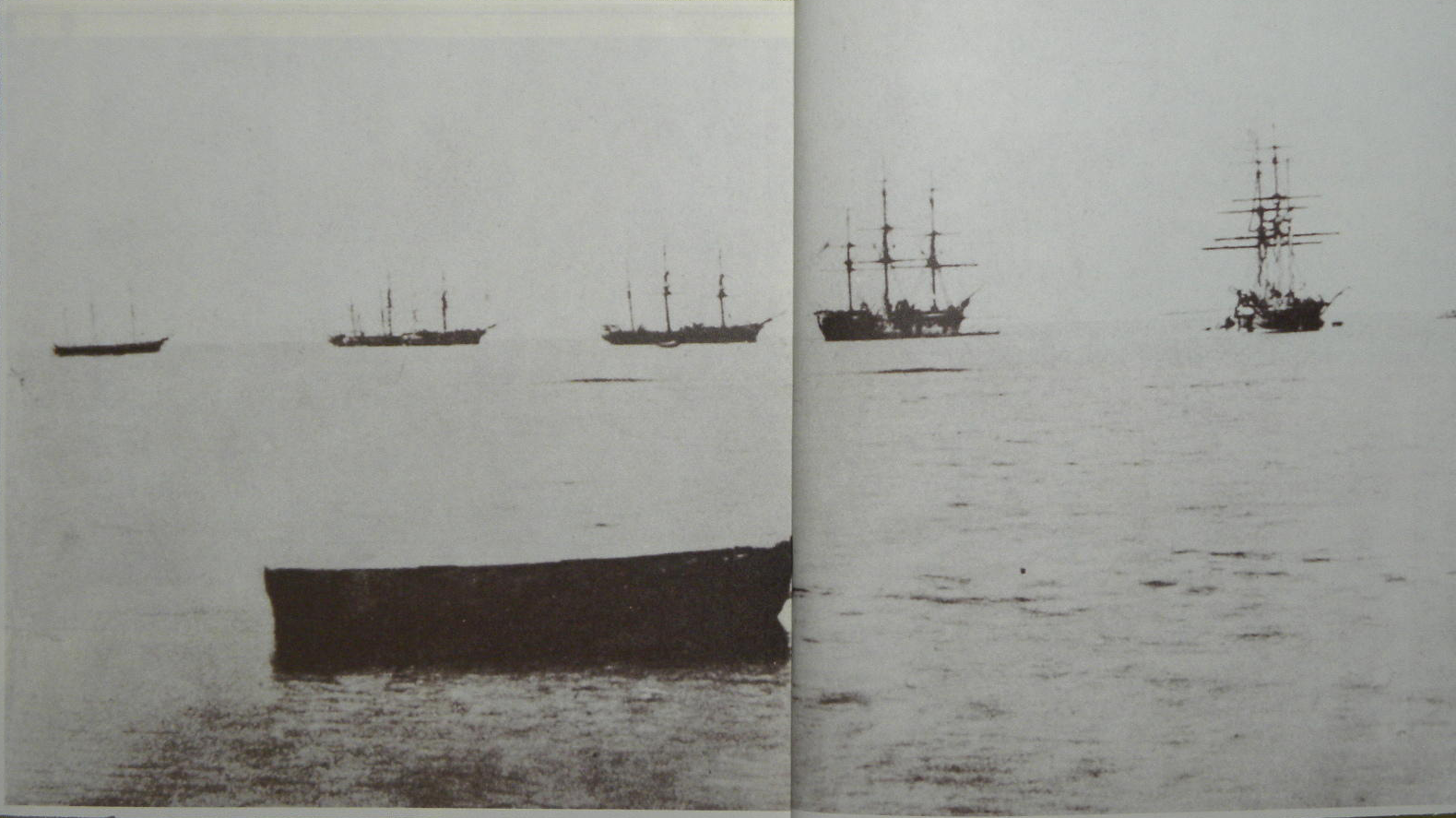
Một phần hạm đội của Enomoto Takeaki ngoài khơi Shinagawa. Từ trái sang phải: Mikaho, Chōgei, Kanrin, Kaiyō, Kaiten. Banryū và Chiyodagata vắng mặt, ảnh năm 1868.

Bắt đầu vào tháng 2, với sự giúp đỡ của đại sứ Pháp là Léon Roches, một kế hoạch được thảo ra để chặn đứng bước tiến của triều đình tại Odawara, cứ điểm chiến lược cuối cùng trên đường đến Edo, nhưng Keiki chống lại kế hoạch này. Bị sốc, Léon Roches từ nhiệm. Vào đầu tháng 3, dưới ảnh hưởng từ công sứ Anh là Harry Parkes, các nước ký một bản hiệp định trung lập nghiêm ngặt, theo đó họ không thể can thiệp hay trợ giúp quân sự cho cả hai phía cho đến khi giao tranh kết thúc.
Saigō Takamori dẫn đội quân chiến thắng tiến lên phía Bắc và phía Đông Nhật Bản, đánh thắng trận Kōshū-Katsunuma. Ông cuối cùng bao vây Edo tháng 5 năm 1868, khiến Katsu Kaishu, chỉ huy quân sự của Shōgun, phải đầu hàng không điều kiện. Một số đội quân tiếp tục kháng cự sau sự đầu hàng này và bị đánh bại trong trận Ueno.
Trong khi đó, chỉ huy hải quân của Shōgun, Enomoto Takeaki, từ chối đầu hàng. Ông chỉ gửi đến 4 tàu, trong số đó có tàu Fujisan, nhưng sau đó ông đào thoát về phía Bắc với dư đảng Hải quân Shōgun (8 tàu chiến hơi nước: Kaiten, Banryū, Chiyodagata, Chōgei, Kaiyō Maru, Kanrin Maru, Mikaho và Shinsoku), cùng 2.000 binh lính hải quân, với hy vọng thiết lập căn cứ cho cuộc phản công cùng với các daimyō phương Bắc. Ông cộng tác với một số cố vấn quân sự Pháp, đáng chú ý có Jules Brunet, người đã rời khỏi quân đội Pháp để có thể cộng tác với quân nổi loạn.

## Sự kháng cự của liên minh phương Bắc

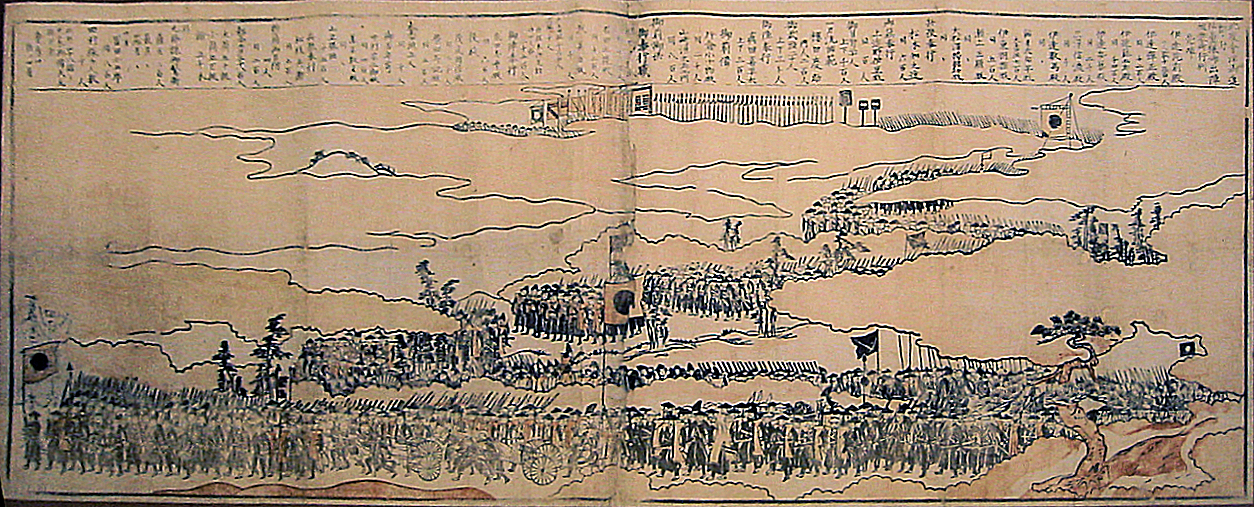
Quân đội từ Sendai, sau khi được huy động vào tháng 4, gia nhập liên minh phương Bắc chống lại quân đội triều đình tháng 5 năm 1868.

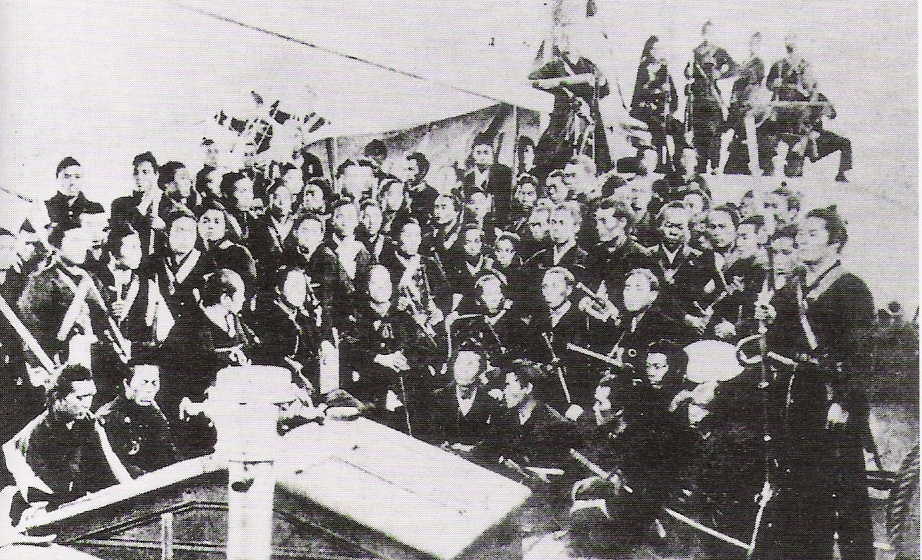
Quân đội của Mạc phủ cũ, được vận chuyển đến Hokkaidō.

Sau khi Keiki đầu hàng, phần lớn người Nhật chấp thuận sự trị vì của Thiên hoàng, trừ một số phiên ở phía Bắc, ủng hộ gia tộc Aizu, tiếp tục kháng cự. Vào tháng 5, vài lãnh chúa daimyō phía Bắc thành lập liên minh chống lại quân đội triều đình, Đồng minh liệt phiên Ōuetsu chủ yếu là quân đội của các phiên Sendai, Yonezawa, Aizu, Shonai và Nagaoka, với tổng quân số 50.000 lính. Thân vương Kitashirakawa Yoshihisa chạy trốn về phía Bắc với sự ủng hộ của quân du kích Mạc phủ Tokugawa và được đặt lên ngôi minh chủ liên minh phía Bắc, với dự định lấy tước hiệu Thiên hoàng Tobu.
Hạm đội của Enomoto neo tại cảng Sendai ngày 26 tháng 8. Mặc dù Đồng minh liệt phiên Ōuetsu rất đông nhưng trang bị của họ rất kém, và dựa trên các chiến thuật truyền thống. Vũ khí hiện đại rất hiếm, trong nỗ lực cuối cùng họ chế tạo đại bác nòng gỗ gia cố bằng dây thép, có thể phóng ra đạn lửa. Những khẩu đại bác như thế, được lắp vào các công sự phòng thủ, chỉ có thể bắn được 4 đến 5 viên đạn trước khi vỡ tung. Mặc khác, daimyō Nagaoka thu được 2 trong 3 khẩu súng máy ở Nhật Bản và 2.000 khẩu súng trường Pháp từ tay lái súng Đức Henry Schnell.
Tháng 5 năm 1868, daimyō Nagaoka giáng cho quân đội Hoàng gia một đòn choáng váng trong trận Hokuetsu, nhưng thành của ông cuối cùng vẫn bị hạ vào ngày 19 tháng 5. Quân đội Triều đình tiếp tục tiến về phía Bắc, đánh bại Shinsengumi trong trận đèo Bonari, mở ra cánh cửa tấn công và thành Aizu-Wakamatsu trong trận Aizu tháng 10 năm 1868, do vậy, khiến việc cố thủ Sendai trở nên bất khả thi.
Liên minh tan vỡ, ngày 12 tháng 10 năm 1868, hạm đội rời khỏi Sendai đến Hokkaidō, sau khi nhận thêm 2 tàu nữa (Oe và Hōō, trước đó được Sendai mượn từ Mạc phủ) và khoảng 1.000 quân; duy trì quân đội Mạc phủ dưới sự chỉ huy của Otori Keisuke, quân Shinsengumi của Hijikata Toshizo, đội du kích của Hitomi Katsutarō, cũng như vài cố vấn Pháp nữa (Fortant, Garde, Marlin, Bouffier).
Ngày 26 tháng 10, Edo được đổi tên thành Tokyo (Đông Kinh), và thời kỳ Minh Trị chính thức bắt đầu. Aizu bị vây hãm từ đầu tháng, dẫn đến hàng loạt vụ tự sát của các samurai trẻ trong Bạch Hổ đội. Sau trận đánh kéo dài một tháng, Aizu cuối cùng chấp nhận thất bại vào ngày 6 tháng 1.

## Chiến dịch Hokkaidō

### Cộng hòa Ezo thành lập
Sau thất bại tại Honshū, Enomoto Takeaki chạy trốn đến Hokkaidō cùng tàn quân và một nhóm các cố vấn Pháp. Họ cùng nhau xây dựng một chính quyền mới, với mục đích xây dựng một đảo quốc độc lập vì mục tiêu phát triển Hokkaidō. Họ chính thức thành lập Cộng hòa Ezo theo kiểu Hoa Kỳ vào ngày 15 tháng 12, nước cộng hòa duy nhất ở Nhật từ trước tới nay, Enomoto được bầu làm Tổng tài (tương đương với Tổng thống) với tỷ lệ phiếu cao. Nước cộng hòa cố tiếp cận với các công sứ nước ngoài hiện diện ở Hakodate, ví dụ như Hoa Kỳ, Pháp và Nga, nhưng không có được bất kỳ sự công nhận quốc tế hay ủng hộ nào. Enomoto đề nghị tặng lãnh thổ của mình cho Shōgun Tokugawa dưới luật lệ của triều đình, nhưng đề nghị của ông bị Hội đồng Hoàng gia bác bỏ.
Trong suốt mùa đông, họ củng cố bố phòng xung quanh phía Nam bán đảo Hakodate, với pháo đài mới Goryokaku ở trung tâm. Quân đội được tổ chức dưới quyền chỉ huy Pháp-Nhật, Tổng tư lệnh Otori Keisuke và cấp phó là Đại úy Pháp Jules Brunet, và được chia thành bốn lữ đoàn. Mỗi lữ đoàn do một hạ sĩ quan Pháp chỉ huy (Fortant, Marlin, Cazeneuve, Bouffier), và mỗi lữ đoàn lại chia làm hai, dưới quyền chỉ huy của người Nhật.

### Thất bại cuối cùng và đầu hàng

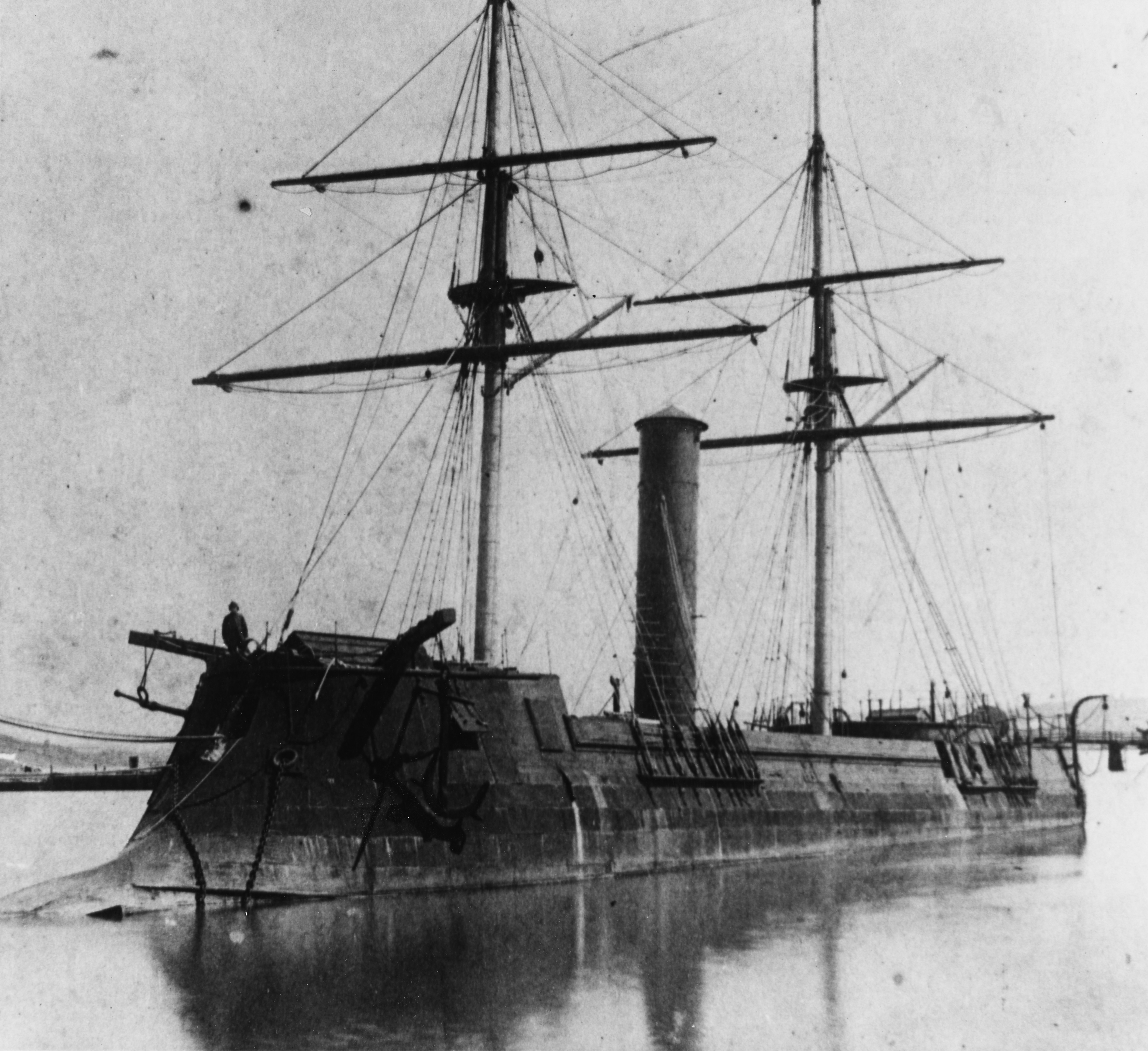
Chiến hạm Nhật Bản Kotetsu của Hải quân Hoàng gia

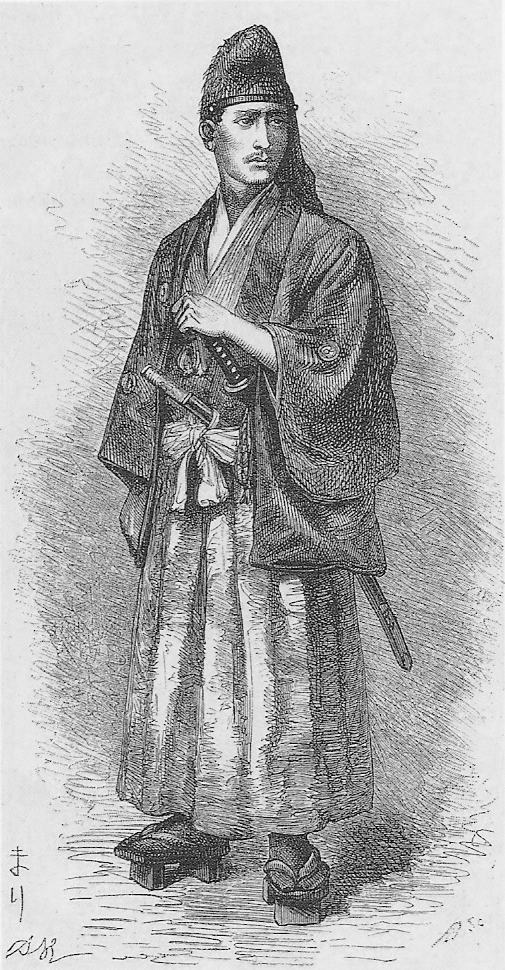
Sĩ quan Hải quân Pháp Eugène Collache tham dự trận Hải chiến Miyako trong trang phục của samurai.

Hải quân triều đình tiến đến cảng Miyako ngày 20 tháng 3, nhưng đoán trước được sự xuất hiện của các chiến thuyền triều đình, những người nổi loạn Ezo lên một kế hoạch táo bạo chiếm tàu Kotetsu. Ba thuyền chiến được hạ lệnh bất ngờ tấn công, trong trận đánh sau này gọi là Hải chiến Miyako. Trận đánh kết thúc với thất bại của phe Tokugawa, chủ yếu là do thời tiết, trục trặc động cơ và quyết định là việc sử dụng súng máy của quân đội triều đình chống lại sự tấn công của các đội samurai.
Quân đội triều đình sớm củng cố vị trí của mình trong nội địa Nhật Bản, vào tháng 4 năm 1869, phái đi một hạm đội và 7.000 lục quân đến Ezo, mở màn trận Hakodate. Quân đội triều đình tiến rất nhanh và giành được chiến thắng trong trận hải chiến vịnh Hakodate, trận hải chiến quy mô lớn đầu tiên của Nhật Bản giữa hải quân hiện đại, pháo đài Goryokaku bị bao vây với 800 người còn lại. Thấy tình hình đã trở nên tuyệt vọng, các cố vấn Pháp chạy đến một con tàu Pháp neo ở vịnh Hakodate - Coëtlogon, dưới quyền thuyền trưởng Dupetit-Thouars – từ đây họ chạy về Yokohama rồi sau đó là nước Pháp. Người Nhật yêu cầu các cố vấn Pháp phải bị xét xử tại Pháp; tuy vậy, vì sự ủng hộ của dân chúng Pháp với hành động của họ, các cựu cố vấn Pháp ở Nhật không bị trừng trị vì hành động của mình.
Enomoto quyết tâm chiến đấu đến hơi thở cuối cùng, và đã gửi những vật quý giá của mình cho kẻ thù cất giữ. Nhưng Otori thuyết phục ông đầu hàng, nói với ông rằng quyết định sống để vượt qua thất bại mới thực sự dũng cảm: "Nếu muốn chết, ngài có thể chết bất kỳ lúc nào." Enomoto đầu hàng vào ngày 18 tháng 5 năm 1869 và chấp nhận sự trị vì của Thiên hoàng Minh Trị. Cộng hòa Ezo (Hà Di) chấm dứt tồn tại vào ngày 27 tháng 6 năm 1869.

## Sau chiến tranh

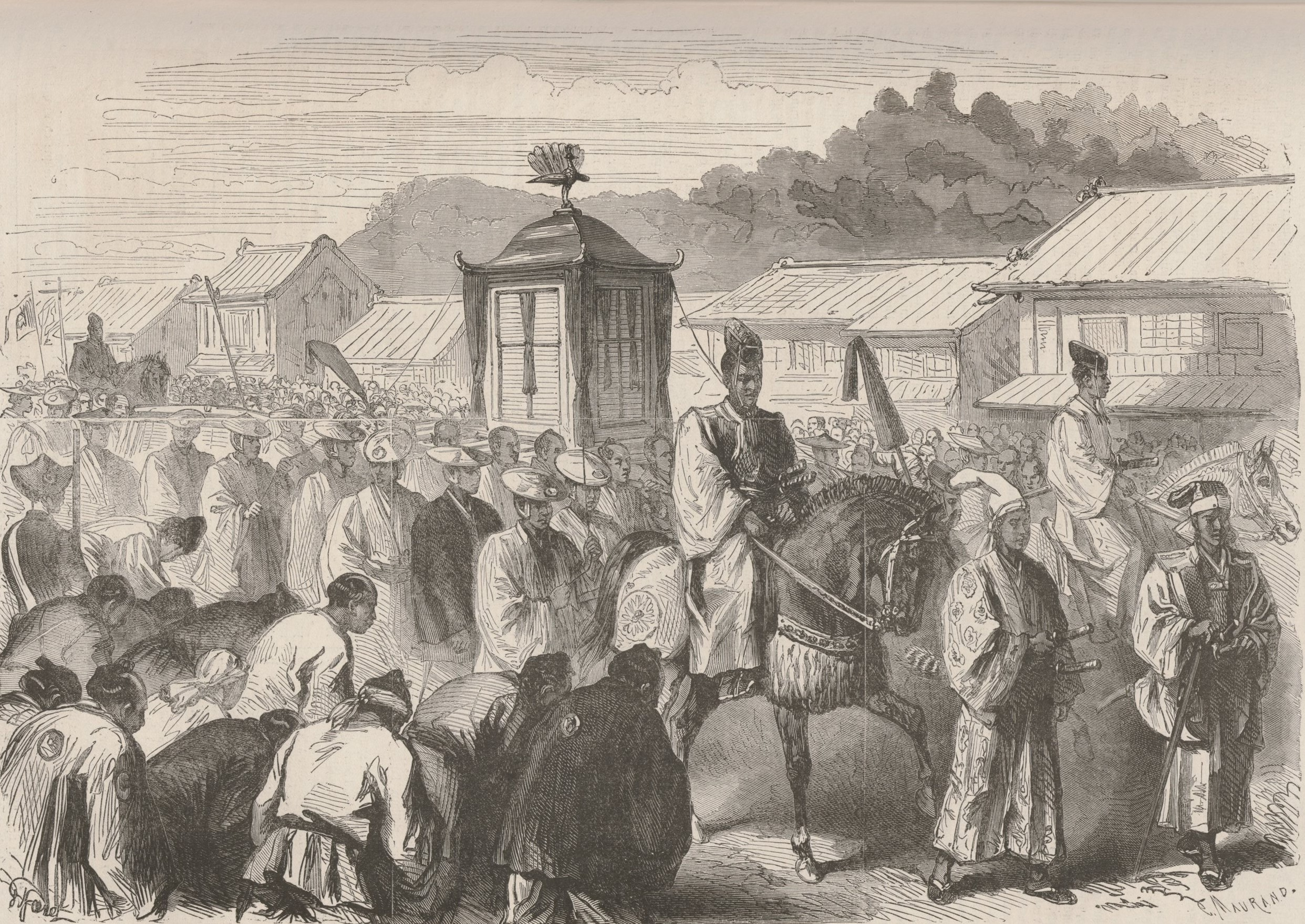
Thiên hoàng Minh Trị mới 16 tuổi, trong hành trình từ Kyoto đến Tokyo, cuối năm 1868.

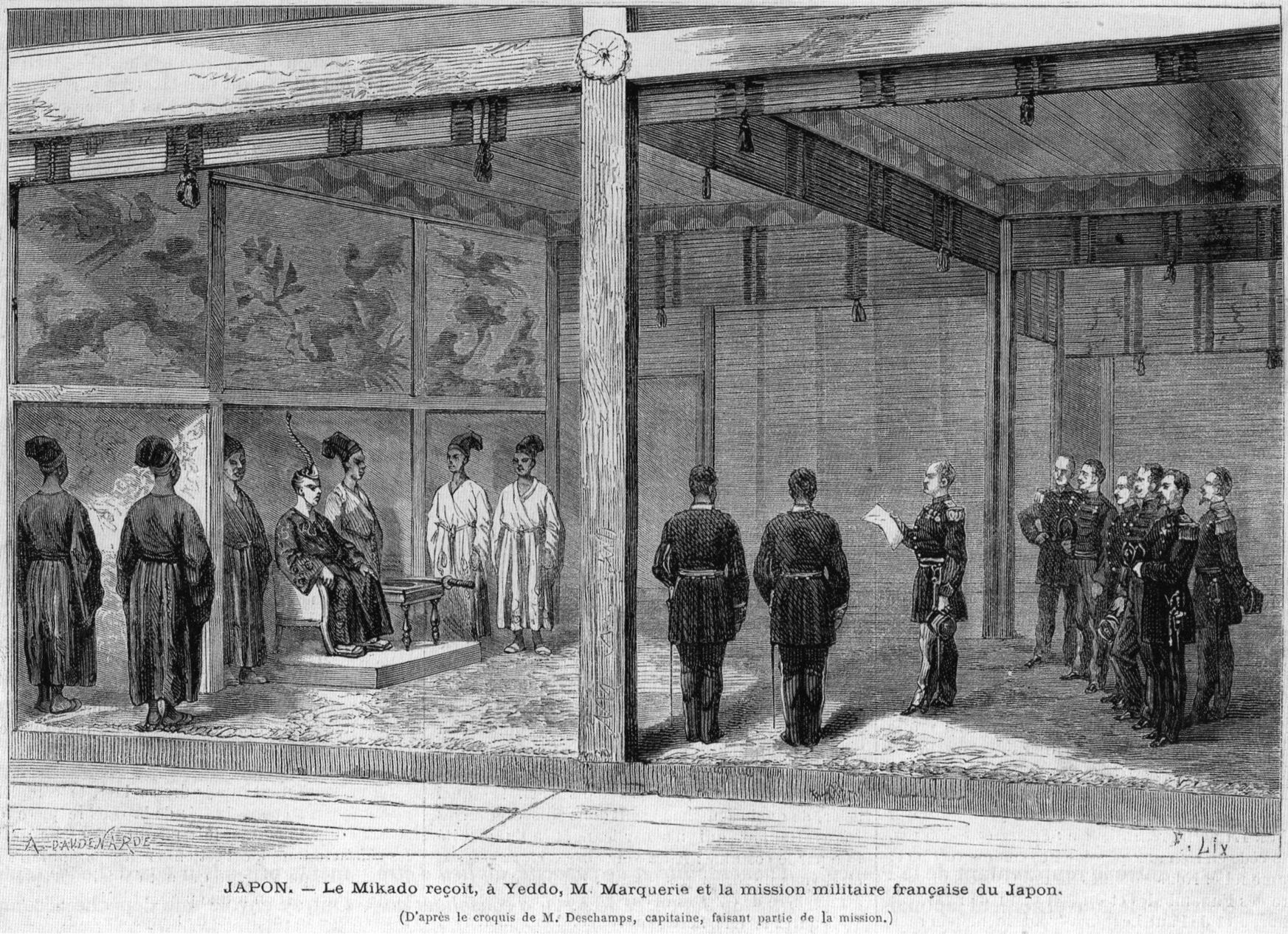
Buổi tiếp của Minh Trị Thiên hoàng với phái đoàn quân sự thứ hai của Pháp đến Nhật Bản, 1872.

Sau chiến thắng, chính quyền mới bắt đầu bằng việc thống nhất đất nước dưới một quyền lực duy nhất, hợp pháp và vững mạnh của triều đình. Hoàng cung được chuyển từ Kyoto đến Tōkyō cuối năm 1868. Quyền lực chính trị và quân sự của các phiên (han) bị bãi bỏ hoàn toàn, và các phiên sớm được đổi thành các tỉnh, với thống đốc được Thiên hoàng bổ nhiệm. Một cải cách lớn là việc hủy bỏ và truất hữu có hiệu quả tầng lớp samurai, cho phép rất nhiều các samurai chuyển sang các vị trí hành chính hay kinh doanh, nhưng đẩy rất nhiều người khác vào cảnh nghèo khó. Các phiên phía Nam như Satsuma, Chōshū và Tosa, vốn giữ vai trò quyết định trong chiến thắng, chiếm giữ hầu hết các vị trí trọng yếu trong triều vài thập kỷ sau cuộc chiến, một tình thế đôi khi được gọi là "Chính thể đầu sỏ thời Minh Trị" và được chính thức hóa bằng việc thành lập Viện nguyên lão (genrō). Năm 1869, theo lệnh của Thiên hoàng Minh Trị, đền Yasukuni (Tĩnh Quốc Thần Xã) ở kinh đô Tōkyō được xây dựng lại để vinh danh những người đã hy sinh vì sự nghiệp Minh Trị Duy tân trong chiến tranh Boshin.
Một số lãnh đạo của chính quyền Shōgun cũ bị hạ ngục, và chỉ thiếu chút nữa là bị xử tử. Sự nhân từ này là nhờ sự kiên quyết của Saigō Takamori và Iwakura Tomomi, mặc dù phần lớn sức nặng là từ lời khuyên của Công sứ Anh là Parkes. Ông thúc giục Saigō, theo lời của Ernest Satow, "sự nghiêm khắc dành cho Keiki [Yoshinobu] hay những người đi theo ông ta, đặc biệt là theo lối trừng phạt cá nhân, sẽ làm tổn thương danh tiếng của chính quyền mới trong con mắt của các cường quốc châu Âu." Sau 2 hay 3 năm bị giam, phần lớn bọn họ được mời cộng tác với chính quyền mới vài người đã có sự nghiệp rạng rỡ, như Enomoto Takeaki, sau này trở thành Công sứ tại Nga và Trung Quốc và Bộ trưởng Giáo dục.
Triều đình Minh Trị không theo đuổi mục tiêu trục xuất các lợi ích ngoại quốc khỏi Nhật Bản, mà thay vào đó là mạnh mẽ chuyển mục tiêu chính trị sang việc tiếp tục hiện đại hóa quốc gia và tái đàm phán các hiệp ước bất bình đẳng với các cường quốc, sau này trở thành khẩu hiệu "Phú quốc, Cường binh" (富国強兵 fukoku kyōhei). Sự thay đổi thái độ với người ngoại quốc này diễn ra trong những ngày đầu của cuộc nội chiến: vào ngày 8 tháng 4 năm 1868, một tấm biển được dựng lên ở Kyoto (và sau này trên toàn quốc) đặc biệt phản đối bạo lực đối với người nước ngoài. Trong chiến tranh, đích thân Thiên hoàng Minh Trị tiếp kiến các Công sứ châu Âu, đầu tiên là ở cố đô Kyoto, sau đó là Osaka và Tokyo. Một việc chưa từng có tiền lệ là buổi tiếp Alfred, Công tước xứ Edinburgh, tại Tokyo, "như một người "ngang hàng" với ông về khía cạnh dòng máu".

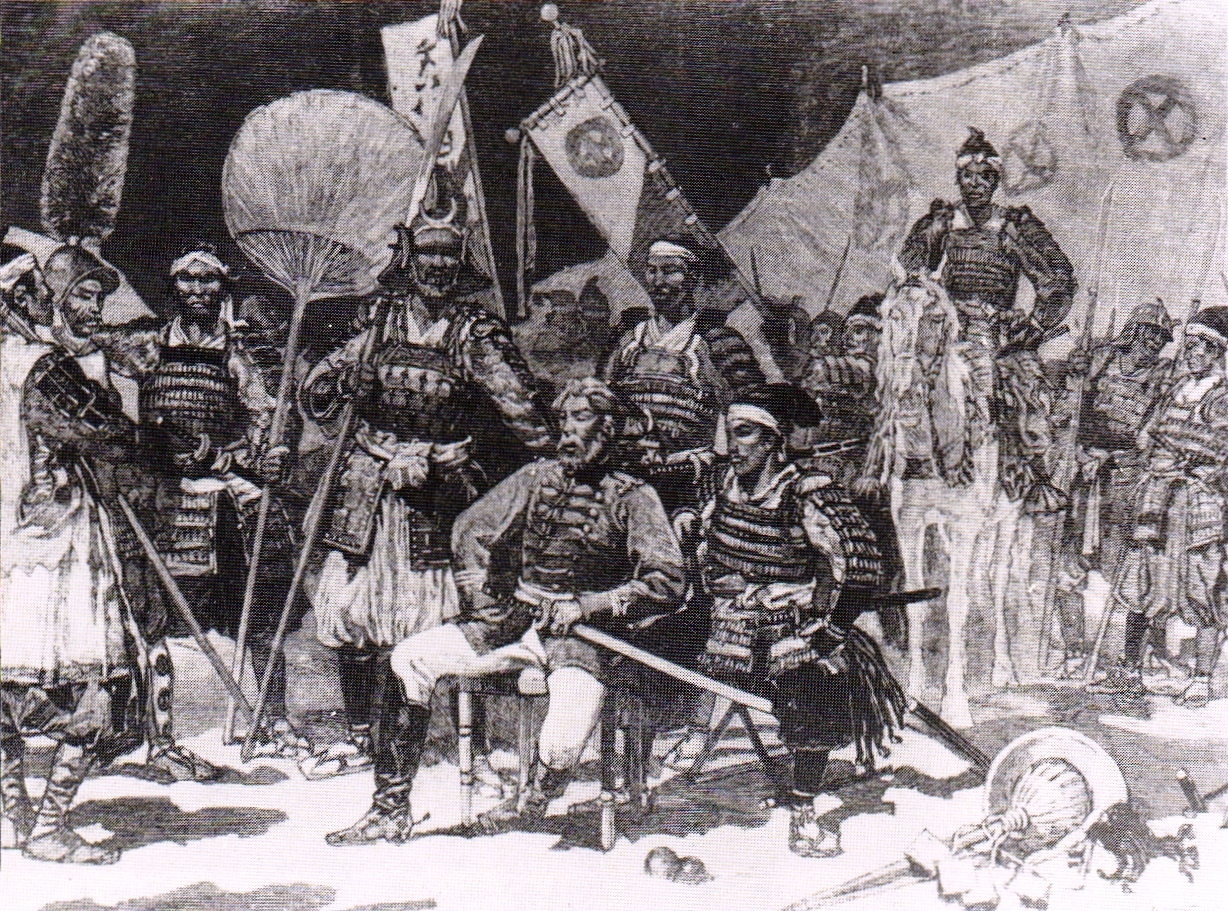
Saigo Takamori, trong bộ quân phục, với các tướng tá trong Chiến tranh Tây Nam.

Mặc dù những năm đầu thời kỳ Minh Trị chứng kiến sự nồng ấm trong quan hệ của triều đình với các cường quốc, quan hệ với Pháp vẫn lạnh nhạt vì sự ủng hộ ban đầu của Pháp với chính quyền Shōgun. Tuy vậy không lâu sau đó phái đoàn quân sự thứ hai được mời đến Nhật năm 1874, và phái đoàn thứ ba năm 1884. Sự hợp tác ở cấp cao trở lại năm 1886, khi Pháp giúp đóng hạm đội lớn đầu tiên của Hải quân Hoàng gia Nhật Bản, dưới sự hướng dẫn của kỹ sư hải quân Louis-Émile Bertin. Công cuộc hiện đại hóa đất nước thực tế đã bắt đầu mạnh mẽ từ những năm cuối thời Mạc phủ, và chính quyền Minh Trị cuối cùng cũng áp dụng phương hướng tương tự, mặc dù nó đã đưa cả đất nước tiến tới hiện đại hóa theo một con đường hiệu quả hơn.
Sau lễ đăng quang của mình, Thiên hoàng Minh Trị ra chiếu chỉ Ngũ cá điều ngự thệ văn, ủng hộ hội họp thảo luận, hứa tăng cơ hội cho dân thường, hủy bỏ các hủ tục của thời kỳ trước và tìm kiếm tri thức trên toàn cầu để "củng cố nền móng uy quyền của Thiên hoàng" Những cải cách nổi bật của thời kỳ Minh Trị bao gồm việc năm 1871 phế phiên lập huyện, theo đó các lãnh địa phong kiến và những người thống trị cha truyền con nối sẽ bị thay thế bằng các huyện với các tri sự do Thiên hoàng bổ nhiệm. Những cải cách khác bao gồm việc tiến hành các trường học bắt buộc và giải tán các trường lớp Nho giáo. Cải cách lên đến đỉnh cao bằng việc cho ra đời Hiến pháp Đế quốc Nhật Bản năm 1889. Tuy vậy, bất chấp sự ủng hộ triều đình của tầng lớp samurai, nhiều cải cách đầu thời Minh Trị bất lợi cho lợi ích của họ: thành lập quân đội theo chế độ nhập ngũ từ dân thường. cũng như mất đi uy tín và lương bổng cha truyền con nối đã tạo nên sự đối kháng với rất nhiều cựu samurai. Sự căng thẳng dâng cao ở miền Nam, dẫn đến cuộc Cuộc nổi loạn Saga năm 1874 và nổi loạn ở Chōshū năm 1876. Các cựu samurai ở Satsuma, lãnh đạo bởi Saigō Takamori, người đã ly khai triều đình vì bất đồng với chính sách đối ngoại, bắt đầu cuộc Chiến tranh Tây Nam năm 1877. Chiến đấu để bảo tồn tầng lớp samurai và một chính quyền đạo đức hơn, khẩu hiệu của họ "Tân chính, Hậu đức" (新政厚徳 shinsei kōtoku). Chiến tranh chấm dứt bằng cuộc kháng cự anh dũng, nhưng hoàn toàn thất bại của các cựu samurai ở Shiroyama.

## Các nhìn nhận về cuộc chiến

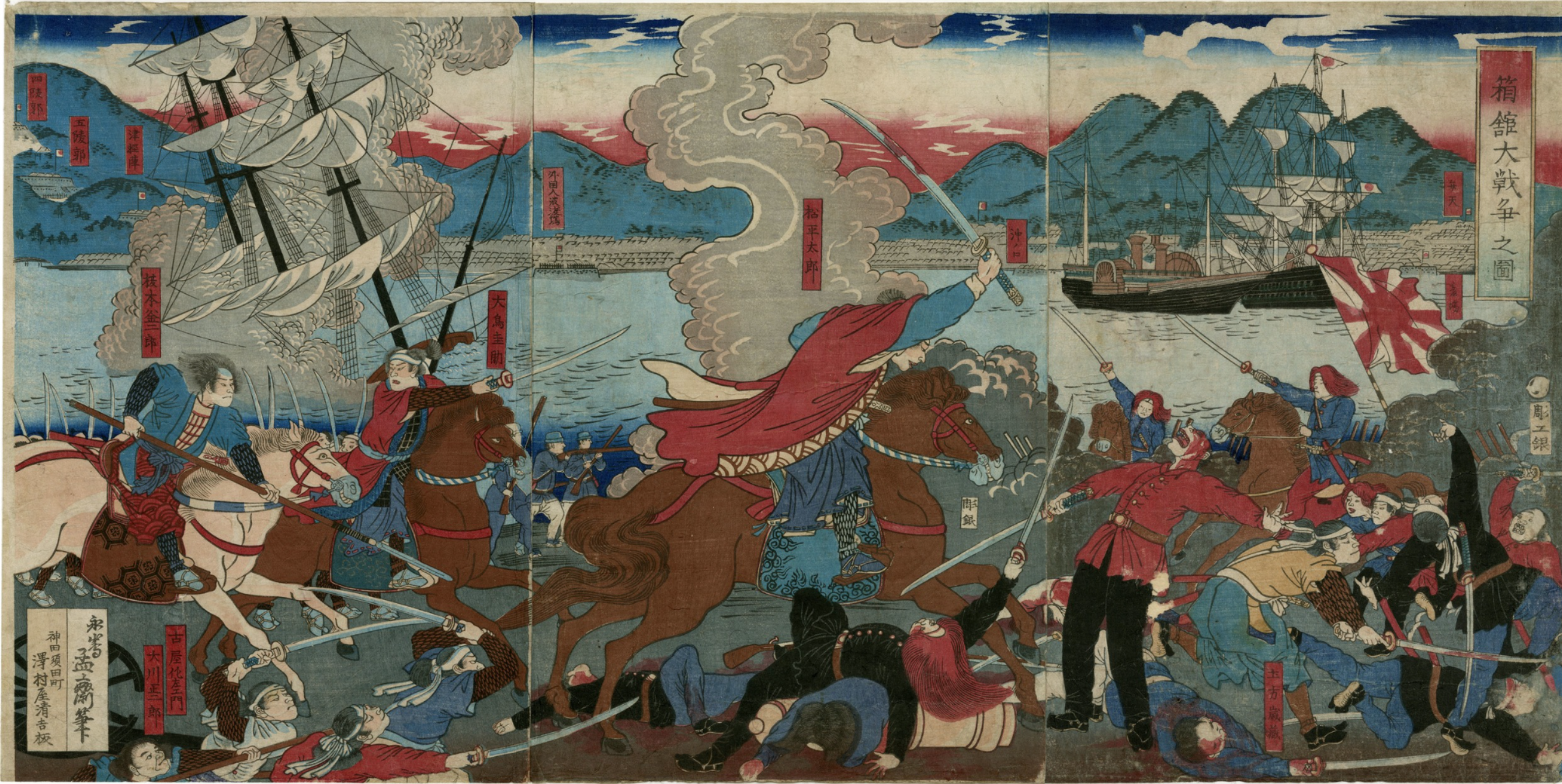
Khung cảnh lãng mạn kiểu Nhật về trận Hakodate (函館戦争の図), vẽ vào khoảng năm 1880. Kị binh tấn công, với một chiếc thuyền buồm chìm ở hậu cảnh, được dẫn đầu bởi các thủ lĩnh trong bộ quân phục samurai lỗi thời. Lính Pháp ở sau đội hình kỵ binh mặc quần trắng. Một tàu chiến hơi nước hiện đại có thể thấy ở hậu cảnh, quân đội Hoàng gia mặc quân phục hiện đại ở bên phải.

Trong các bản tóm tắt hiện đại, Minh Trị Duy Tân được mô tả là một cuộc "cách mạng không đổ máu" dẫn đến sự hiện đại hóa nhanh chóng của Nhật Bản. Thực tế của chiến tranh Boshin cho thấy giao tranh diễn ra khá mạnh mẽ: khoảng 120.000 quân được huy động với khoảng 3.500 người bị thương. Sau đó miêu tả của người Nhật về cuộc chiến này thường bị lãng mạn hóa, cho thấy quân Mạc phủ chiến đấu bằng các phương thức truyền thống, chống lại quân triều đình với vũ khí hiện đại. Và mặc dù vũ khí và kỹ thuật truyền thống được sử dụng, cả hai phe đều sử dụng một số vũ khí và kỹ thuật chiến đấu của thời kỳ này: bao gồm chiến hạm bọc thép, súng máy, và chiến thuật học được từ các cố vấn quân sự phương Tây.
Những miêu tả như thế của người Nhật bao gồm rất nhiều sự kịch nghệ hóa, trong rất nhiều thể loại. Đáng chú ý có Jirō Asada viết tiểu thuyết bốn tập, Mibu Gishi-den. Một bộ phim được dựng theo tiểu thuyết của Asada, do Yojiro Takita đạo diễn, với cái tên Khi rút ra thanh kiếm cuối cùng. Bộ phim truyền hình 10 tiếng đồng hồ jidaigeki cũng dựa trên cuốn tiểu thuyết trên có sự diễn xuất của Ken Watanabe. Bộ phim năm 2001 Goryokaku là một jidaigeki khác nhấn mạnh đến sự kháng cự ở pháo đài Goryokaku, Hokkaidō. Bộ phim hoạt hình nổi tiếng Rurouni Kenshin của Nobuhiro Watsuki kể về một kiếm sĩ huyền thoại mang tên Gensai Kawakami lấy bối cảnh 10 năm sau chiến tranh Boshin. Bộ phim Hollywood năm 2003 Võ sĩ đạo cuối cùng kết hợp một hoàn cảnh lịch sử thuộc về cả chiến tranh Boshin và Chiến tranh Tây Nam năm 1877, vài cuộc nổi loạn của tầng lớp cựu samurai đầu thời Minh Trị. Những nhân tố của bộ phim gắn liền với quân đội Nhật Bản thời đầu hiện đại hóa cũng như sự dính líu trực tiếp của quân đội nước ngoài (chủ yếu là người Pháp) tới chiến tranh Boshin và một vài năm sau đó. Tuy vậy, sự chống cự tới cùng của các samurai truyền thống do Saigō Takamori lãnh đạo chống lại quân đội triều đình hiện đại làm ta liên tưởng nhiều đến cuộc chiến tranh Tây Nam hơn.